# Priemjer Ligasy (2013)
Sezon (2013) był 22. edycją Priemjer-Ligi – najwyższej piłkarskiej klasy rozgrywkowej w Kazachstanie. Liga liczyła 12 zespołów. Rozgrywki rozpoczęły się 9 marca, a zakończyły się 2 listopada 2013 roku. Tytułu nie obroniła drużyna Szachtior Karaganda. Nowym mistrzem Kazachstanu został zespół FK Aktöbe. Tytuł króla strzelców zdobył Ihar Ziańkowicz, który w barwach Akżajyku Orał i Szachtioru Karaganda strzelił 15 goli.
W pierwszej części sezonu drużyny rozgrywały ze sobą dwa mecze w tradycyjnym systemie kołowym (22 kolejki).
Po 22. kolejce zespoły przystępowały do rywalizacji w drugiej części, w której 12 drużyn zostało podzielonych na dwie 6-zespołowe grupy, w których rozgrywają mecze w systemie kołowym o następujące pozycje:
- w grupie mistrzowskiej o miejsca 1. – 6. (za zdobycie pierwszego miejsce zespół zyskuje prawo gry w kwalifikacjach Ligi Mistrzów UEFA (2014/2015)
- w grupie spadkowej o miejsca 7. – 12.

Liczbę punktów zdobyta przez daną drużynę dzielona była przez dwa. Jedną połowę (zaokrągloną do góry) pozostawiano, a drugą połowę (zaokrągloną do dołu) odejmowano.

## Uczestniczące drużyny
| Uczestnicy z poprzedniej edycji                                                                               | Uczestnicy z poprzedniej edycji | Uczestnicy z poprzedniej edycji | Uczestnicy z poprzedniej edycji |
| --- | ------------------------------- | ------------------------------- | ------------------------------- |
| SZK | Szachtior Karaganda             | 1                               |                                 |
| JER | Irtysz Pawłodar                 | 2                               |                                 |
| AKT | Aktöbe FK                       | 3                               |                                 |
| TAR | FK Taraz                        | 4                               |                                 |
| AST | FK Astana                       | 5                               |                                 |
| TOB | Toboł Kustanaj                  | 6                               |                                 |
| ORD | Ordabasy Szymkent               | 7                               |                                 |
| AKŻ | Akżajyk Orał                    | 8                               |                                 |
| KRT | Kajrat Ałmaty                   | 10                              |                                 |
| ATY | FK Atyrau                       | 11                              |                                 |
| ŻET | Żetisu Tałdykorgan              | 12                              |                                 |
| Spadek z Priemjer-Liga kazachska (2012)                                                                       |                                 |                                 |                                 |
| KSR | Kajsar Kyzyłorda                | 9                               |                                 |
| SKR | Sungkar Kaskeleng               | 13                              |                                 |
| OKO | Okżetpes Kokczetaw              | 14                              |                                 |
| Awans z Birinszi liga (2012)                                                                                  |                                 |                                 |                                 |
| WOS | Wostok Öskemen                  | 1                               |                                 |
| Oznaczenia: - kolumna pierwsza – skróty nazw drużyn, - kolumna trzecia – miejsce zajęte w poprzednim sezonie. |                                 |                                 |                                 |

## Tabela
| Lp. | Drużyna             | M  | Z  | R  | P  | Bramki | Bramki | Różn. | Pkt | Uwagi                               |
| --- | ------------------- | -- | -- | -- | -- | ------ | ------ | ----- | --- | ----------------------------------- |
| 1   | Aktöbe FK           | 22 | 14 | 5  | 3  | 30     | 12     | +18   | 47  | Kwalifikacja do grupy mistrzowskiej |
| 2   | FK Astana           | 22 | 12 | 5  | 5  | 35     | 24     | +11   | 41  | Kwalifikacja do grupy mistrzowskiej |
| 3   | Szachtior Karaganda | 22 | 10 | 5  | 7  | 31     | 23     | +8    | 35  | Kwalifikacja do grupy mistrzowskiej |
| 4   | Irtysz Pawłodar     | 22 | 9  | 7  | 6  | 24     | 20     | +4    | 34  | Kwalifikacja do grupy mistrzowskiej |
| 5   | Kajrat Ałmaty       | 22 | 7  | 10 | 5  | 28     | 24     | +4    | 31  | Kwalifikacja do grupy mistrzowskiej |
| 6   | Ordabasy Szymkent   | 22 | 8  | 6  | 8  | 20     | 20     | 0     | 30  | Kwalifikacja do grupy mistrzowskiej |
| 7   | FK Atyrau           | 22 | 7  | 6  | 9  | 18     | 28     | −10   | 27  | Kwalifikacja do grupy spadkowej     |
| 8   | Toboł Kustanaj      | 22 | 7  | 5  | 10 | 30     | 27     | +3    | 26  | Kwalifikacja do grupy spadkowej     |
| 9   | Wostok Öskemen      | 22 | 5  | 8  | 9  | 12     | 24     | −12   | 23  | Kwalifikacja do grupy spadkowej     |
| 10  | Żetisu Tałdykorgan1 | 22 | 4  | 12 | 6  | 20     | 25     | −5    | 21  | Kwalifikacja do grupy spadkowej     |
| 11  | FK Taraz            | 22 | 4  | 6  | 12 | 19     | 29     | −10   | 18  | Kwalifikacja do grupy spadkowej     |
| 12  | Akżajyk Orał2       | 22 | 4  | 7  | 11 | 24     | 35     | −11   | 13  | Kwalifikacja do grupy spadkowej     |

## Grupa mistrzowska
| Lp. | Drużyna              | M  | Z  | R  | P  | Bramki | Bramki | Różn. | Pkt | Uwagi                                       |
| --- | -------------------- | -- | -- | -- | -- | ------ | ------ | ----- | --- | ------------------------------------------- |
| 1   | Aktöbe FK (M)        | 32 | 20 | 6  | 6  | 46     | 22     | +24   | 43  | Liga Mistrzów UEFA • I runda kwalifikacyjna |
| 2   | FK Astana            | 32 | 19 | 5  | 8  | 54     | 35     | +19   | 42  | Liga Europy UEFA • I runda kwalifikacyjna   |
| 3   | Kajrat Ałmaty        | 32 | 12 | 12 | 8  | 44     | 38     | +6    | 33  | Liga Europy UEFA • I runda kwalifikacyjna   |
| 4   | Szachtior Karaganda1 | 32 | 12 | 7  | 13 | 43     | 45     | −2    | 26  | Liga Europy UEFA • I runda kwalifikacyjna   |
| 5   | Ordabasy Szymkent    | 32 | 11 | 8  | 13 | 33     | 37     | −4    | 26  |                                             |
| 6   | Irtysz Pawłodar      | 32 | 12 | 8  | 12 | 41     | 39     | +2    | 24  |                                             |

## Grupa spadkowa
| Lp. | Drużyna            | M  | Z  | R  | P  | Bramki | Bramki | Różn. | Pkt | Uwagi                          |
| --- | ------------------ | -- | -- | -- | -- | ------ | ------ | ----- | --- | ------------------------------ |
| 7   | Toboł Kustanaj     | 32 | 14 | 6  | 12 | 48     | 33     | +15   | 35  |                                |
| 8   | FK Atyrau          | 32 | 10 | 11 | 11 | 26     | 38     | −12   | 28  |                                |
| 9   | Żetisu Tałdykorgan | 32 | 6  | 17 | 9  | 22     | 32     | −10   | 22  |                                |
| 10  | FK Taraz           | 32 | 7  | 9  | 16 | 30     | 38     | −8    | 21  |                                |
| 11  | Wostok Öskemen     | 32 | 6  | 13 | 13 | 20     | 37     | −17   | 20  | Baraż o utrzymanie             |
| 12  | Akżajyk Orał       | 32 | 7  | 10 | 15 | 37     | 50     | −13   | 19  | Spadek do Birinszi liga (2014) |

## Baraż o utrzymanie
11. zespół ligi Wostok Öskemen musiał po zakończeniu sezonu zmierzyć się w meczu barażowym, z wicemistrzem sezonu 2013 Birinszi ligi – Spartak Semej o prawo gry w sezonie 2014 Priemjer Ligasy.
| 6 listopada 2013 14:00 | Wostok Öskemen | 0:1 | Spartak Semej |  |
|                        |                |     |               |  |

## Najlepsi strzelcy
| Bramki | Zawodnik            | Drużyna                               |
| ------ | ------------------- | ------------------------------------- |
| 15     | Ihar Ziańkowicz     | Akżajyk Orał, Szachtior Karaganda     |
| 13     | Igor Bugaiov        | Toboł Kustanaj                        |
| 13     | Edin Junuzović      | Żetysu Tałdykorgan, Ordabasy Szymkent |
| 12     | Momodou Ceesay      | Kajrat Ałmaty                         |
| 10     | Josip Knežević      | Kajrat Ałmaty                         |
| 9      | Nurboł Żumaskalijew | Toboł Kustanaj                        |

Źródło: